# Tama Asuańska

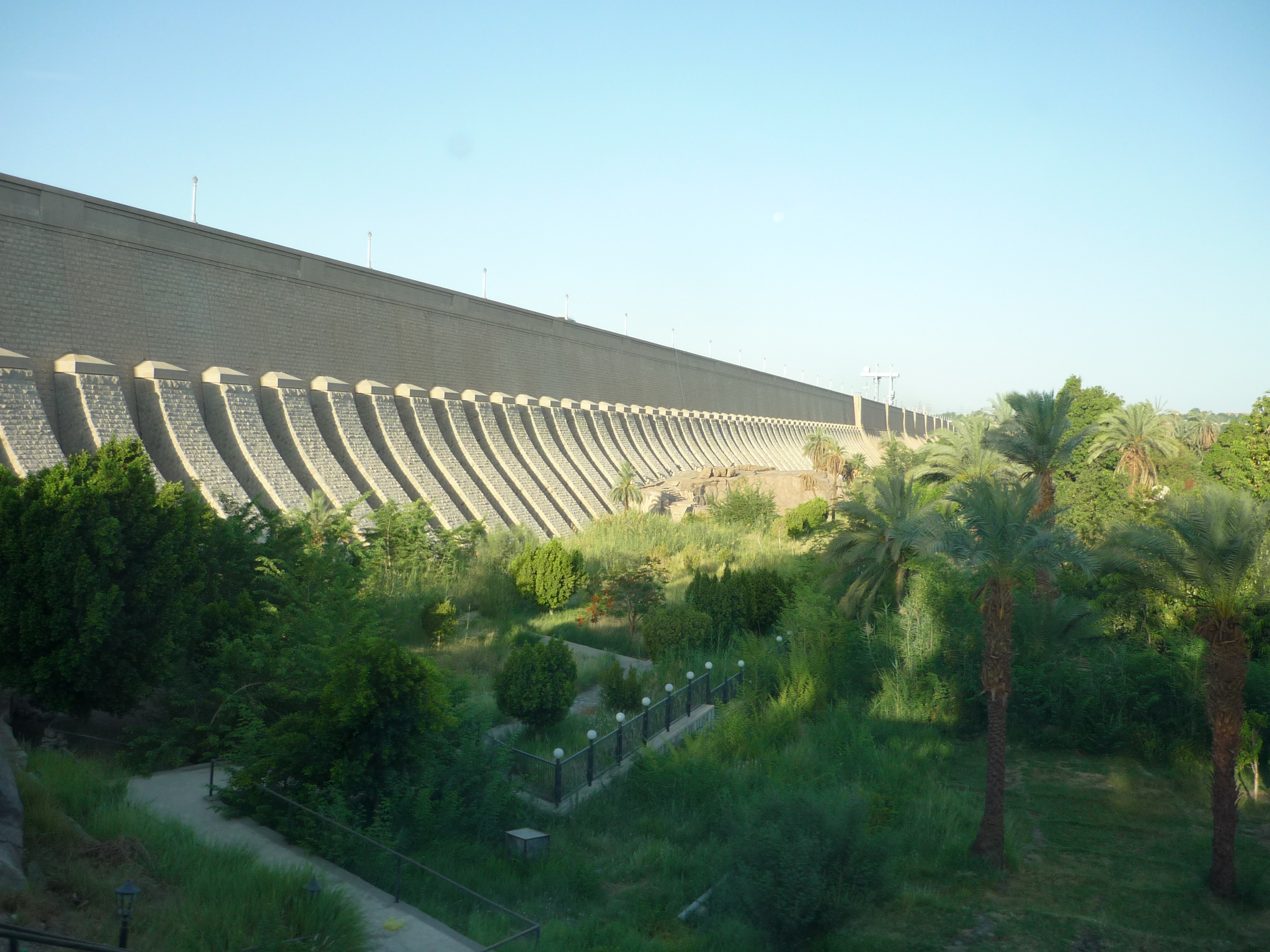
Tama Asuańska

Tama Asuańska – jedna z dwóch zapór na Nilu, w pobliżu miasta Asuan w Egipcie. Zbudowana w latach 1898–1902 przez inżynierów angielskich. Tama była dwukrotnie podwyższana: w latach 1907–1912 oraz 1929–1933. Została wybudowana w miejscu pierwszej katarakty Nilu (numerowanych kolejno od północy na południe). W Asuanie wybudowano później drugą tamę: Wysoką Tamę Asuańską.